# Флавій Авіан

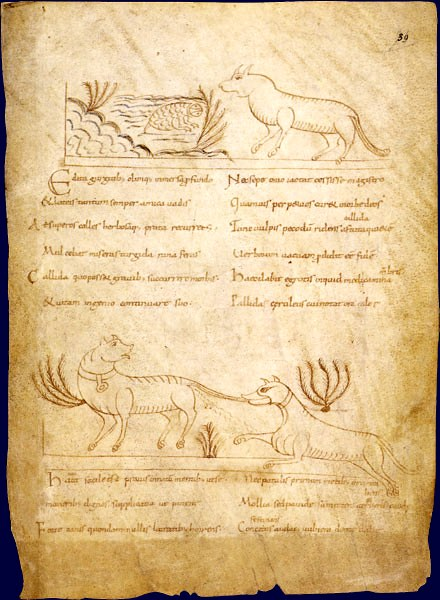
Байка Флавія Авіана «Лисиця та собака»

Флавій Авіан (IV—V ст. н. е.) — визначний давньоримський поет, байкар часів пізньої Римської імперії.

## Життєпис
Про життя Авіана немає відомостей. Збереглася збірка його байок у кількості 42 штук. Здебільшого це обробка творів Бабрія. Свою працю Авіан присвятив відомому вченому Макробію. Писав латиною. Мова й метр Авіана правильні, написані вірші ямбом. Зміст Авіана більш розважальний, ніж повчальний. Байки Авіана були дуже популярними за часів Римської, Візантійської імперій, у ранньому Середньовіччі.